# Funkcja wyższego rzędu
Funkcja wyższego rzędu (ang. higher-order function) – w informatyce jest to funkcja, która zwraca lub przyjmuje jako argument inne funkcje. Tego rodzaju funkcje są powszechnie stosowane w językach funkcyjnych, takich jak SML, Ocaml, Haskell, Lisp, jak również w Pythonie i JavaScripcie. Aby można było tworzyć funkcje wyższego rzędu, funkcje muszą być typem pierwszoklasowym. Analogicznym pojęciem w matematyce jest funkcjonał.
Funkcje wyższego rzędu służą często do dostarczenia generycznych realizacji algorytmów, zaś programista parametryzuje je własnymi funkcjami (nierzadko bardzo prostymi, patrz przykład niżej). W bibliotekach standardowych są spotykane:
- map (funkcja, lista) – zwraca nową listę, zawierającą wyniki funkcji dla każdego elementu z wejściowej listy ({\displaystyle [x_{1},x_{2},\dots ,x_{n}]} {\displaystyle {}\quad \to \quad {}} {\displaystyle [f(x_{1}),f(x_{2}),\dots ,f(x_{n})]});
- filter (funkcja, lista) – zwraca nową listę, składającą się tylko z tych elementów listy wejściowej, dla których funkcja (predykat) zwróciła prawdę;
- foldl (wartość początkowa, funkcja, lista) (fold left) – dla wszystkich elementów listy wywoływana jest funkcja, która przyjmuje dwa argumenty – wartość z listy, oraz wynik dla poprzedniego elementu ({\displaystyle x_{0},[x_{1},x_{2},\dots ,x_{n}]} {\displaystyle {}\quad \to \quad {}} {\displaystyle f(f(f(x_{0},x_{1}),x_{2})\ldots x_{n})]});
- foldr (wartość początkowa, funkcja, lista) (fold right) – działanie analogiczne do foldl, z tym że lista jest przeglądana od końca;
- reduce (funkcja, list) – funkcja występuje w Pythonie działa jak foldr z wartością początkową jako pierwszy element listy;
- curry (fun, arg1, arg2, ...) – zwraca nową funkcję która przyjmuje początkowe wartości przekazane jako argumenty. {\displaystyle curry(f,x_{0},x_{1},\dots x_{n})=(y_{0},y_{1},\dots y_{n}\to (f,x_{0},x_{1},\dots x_{n},y_{0},y_{1},\dots y_{n}));}
- rcurry (fun, arg1, arg2, ...) – działa tak jak curry tylko argumenty są zamienione {\displaystyle rcurry(f,x_{0},x_{1},\dots x_{n})=(y_{0},y_{1},\dots y_{n}\to (f,y_{0},y_{1},\dots y_{n},x_{0},x_{1},\dots x_{n})).}

## Przykłady

### SML
```
 
fun
 
kwadrat
 
x
 
=
 
x*x
;
                        
(* funkcja podnosząca do kwadratu *)

 
val
 
L
 
=
 
'''map'''
 
kwadrat
 
[
1
,
2
,
3
,
4
,
5
];
            
(* L = [1,4,9,16,25] *)

 
fun
 
niezerowe
 
x
 
=
 
x
 
<>
 
0
;
                   
(* funkcja zwraca prawdę gdy x nie jest zerem *)

 
val
 
L
 
=
 
'''filter'''
 
niezerowe
 
[
0
,
1
,
0
,
0
,
5
,
0
,
0
,
0
];
 
(* L = [1,5] *)

 
fun
 
suma
 
(
x
,
 
y
)
    
=
 
x+y
;
                   
(* funkcja zwraca sumę dwóch liczb *)

 
fun
 
iloczyn
 
(
x
,
 
y
)
 
=
 
x*y
;
                   
(* ta natomiast iloczyn  *)

 
val
 
S
 
=
 
'''foldl'''
 
suma
    
0
 
[
1
,
2
,
3
,
4
,
5
];
        
(* S = 0+1+2+3+4+5 = 15  *)

 
val
 
I
 
=
 
'''foldl'''
 
iloczyn
 
1
 
[
1
,
2
,
3
,
4
,
5
];
        
(* I = 1*1*2*3*4*5 = 120 *)

```

Funkcje wyższego rzędu mogą również zwracać inne funkcje, co jest wykorzystywane m.in. w curryingu, czyli transformacji funkcji w taki sposób, żeby zamiast przyjmowania ciągu argumentów (krotki), przyjmowała tylko jeden, pierwszy argument, oraz zwracała funkcję przyjmującą kolejne argumenty. Np. w wyliczeniu funkcji podano, że funkcja map przyjmuje dwa argumenty (krotkę dwuelementową): funkcję oraz listę; natomiast map SML-owe w istocie przyjmuje jeden argument – funkcję użytkownika, zwraca zaś funkcję przyjmującą jako argument listę i to dopiero ona zwraca ostateczny wynik obliczeń:
```
 
val
 
NZ
 
=
 
'''map'''
 
niezerowe
;
                     
(* NZ jest funkcją *)

 
val
 
L1
 
=
 
NZ
 
[
0
,
1
,
0
,
0
,
5
,
0
,
0
,
0
];
              
(* L1 = [1,5]      *)

 
val
 
L2
 
=
 
NZ
 
[
0
,
0
,
0
,
0
];
                      
(* L2 = []         *)

```

### JavaScript
```
    
function
 
map
(
fun
,
 
array
)
 
{

        
var
 
result
 
=
 
[];

        
var
 
len
=
array
.
length
;

        
for
 
(
var
 
i
=
0
;
 
i
<
len
;
 
++
i
)
 
{

            
result
.
push
(
fun
(
array
[
i
]));

        
}

        
return
 
result
;

    
}

    

    
function
 
curry
(
fn
)
 
{

        
var
 
args
 
=
 
[].
slice
.
call
(
arguments
,
 
1
);

        
return
 
function
()
 
{

           
return
 
fn
.
apply
(
null
,
 
args
.
concat
([].
slice
.
call
(
arguments
)));

        
};

    
}

    

    
function
 
add
(
x
,
 
y
)
 
{

        
return
 
x
+
y
;
 

    
}

    

    
map
(
curry
(
add
,
 
10
),
 
[
1
,
 
2
,
 
3
,
 
4
,
 
5
]);

    

    
=>
 
[
11
,
 
12
,
 
13
,
 
14
,
 
15
]

```

### Scheme
```
(
define
 
(
curry
 
fun
 
.
 
args
)

  
(
lambda
 
more-args

    
(
apply
 
fun
 
(
append
 
args
 
more-args
))))

(
define
 
(
reduce
 
fun
 
lst
)

  
(
let
 
iter
 
((
result
 
(
car
 
lst
))

	     
(
lst
 
lst
))

    
(
if
 
(
null?
 
(
cdr
 
lst
))

	
result

	
(
iter
 
(
fun
 
result
 
(
cadr
 
lst
))
 
(
cdr
 
lst
)))))

(
define
 
(
repeater
 
n
)

  
(
lambda
 
(
fun
 
.
 
args
)

    
(
let
 
iter
 
((
i
 
n
))

      
(
if
 
(
>
 
i
 
0
)

          
(
begin

            
(
apply
 
fun
 
args
)

            
(
iter
 
(
-
 
i
 
1
)))))))

(
define
 
ten-times
 
(
repeater
 
10
))

(
ten-times
 
(
curry
 
display
 
"hello"
))

```

### Clojure
```
(
defn 
częściowe-zastosowanie

  
"Zwraca funkcję, która wywołuje podaną funkcję, przekazując jej wszystkie

  argumenty i pozwalając na przekazawanie podczas wywoływania opcjonalnego,

  dodatkowego argumentu. BARDZO CZĘSTO MYLONA Z ROZWIJANIEM (CURRYING)!"

  
([
f
]
 
f
)

  
([
f
 
arg1
 
&
 
more
]
 
(
fn 
[
&
 
args
]
 
(
apply 
f
 
arg1
 
(
concat 
more
 
args
)))))

(
defn 
potwarzaj

  
"Zwraca funkcję, która będzie wywoływała przyjmowaną jako argument funkcję

  tyle razy, co podana jako pierwszy argument liczba. Wywoływanej funkcji

  będzie przekazywany numer wywołania jako pierwszy i jedyny argument."

  
[
nr
]

  
(
fn 
[
f
]

    
(
loop 
[
c
 
nr
]

      
(
when-not 
(
zero? 
c
)

        
(
f
 
c
)

        
(
recur
 
(
dec 
c
))))))

(
def 
czterokrotnie
 
(
potwarzaj
 
4
))

(
def 
wypisz-siema
 
(
częściowe-zastosowanie
 
println 
"siema"
))

(
czterokrotnie
 
wypisz-siema
)

; >> siema 4

; >> siema 3

; >> siema 2

; >> siema 1

; => nil

```

Powyższe funkcje dla uproszczenia przykładów, wywołują funkcje zwracaną przez curry od razu po wywołaniu wynikowej funkcji. Poprawną funkcją curry (tak zazwyczaj jest ona zaimplementowana w bibliotekach w różnych językach) powinno być zwracanie funkcji, dopóki liczba argumentów nie jest równa lub większa liczbie argumentów funkcji przekazanej jako argument. W przypadku funkcji, która przyjmuje dowolną liczbę argumentów zakłada się, że jest to zero. Czyli poprawna funkcji curry (w języku JavaScript) powinna się zachowywać tak:
```
function
 
add
(
a
,
 
b
,
 
c
,
 
d
)
 
{

   
return
 
a
 
+
 
b
 
+
 
c
 
+
 
d
;

}

var
 
fn_1
 
=
 
curry
(
add
,
 
1
);

var
 
fn_2
 
=
 
fn_1
(
2
,
 
3
);

var
 
v
 
=
 
fn_2
(
4
);

// v == 10

```

Poniżej funkcja curry w języku JavaScript, która spełnia ten warunek:
```
function
 
curry
(
fn
)
 
{

  
var
 
init_args
 
=
 
[].
slice
.
call
(
arguments
,
 
1
);

  
var
 
len
 
=
 
fn
.
length
;

  
return
 
function
()
 
{

    
var
 
args
 
=
 
init_args
.
slice
();

    
function
 
call
()
 
{

      
args
 
=
 
args
.
concat
(
to_array
(
arguments
));

      
if
 
(
args
.
length
 
>=
 
len
)
 
{

        
return
 
fn
.
apply
(
null
,
 
args
);

      
}
 
else
 
{

        
return
 
call
;

      
}

    
};

    
return
 
call
.
apply
(
null
,
 
arguments
);

  
};

}

```

W języku Scheme funkcja + przyjmuje dowolną liczbę argumentów, czyli w scheme curry powinno zwracać funkcje dwa razy, gdy przekażemy funkcje + do "poprawnej" funkcji curry:
```
(
define
 
fn
 
(
curry
 
+
 
1
))

(
display
 
(
fn
 
2
))

;; 3

(
display
 
(
fn
 
2
 
3
 
4
))

;; 10

```

To wymaganie (dla funkcji +) będzie spełnione dla dowolnej funkcji curry z tego artykułu.